# Stéphane Séjourné
Stéphane Séjourné (wym. [stepanə seʒuɾne]; ur. 26 marca 1985 w Wersalu) – francuski polityk, w latach 2017–2018 doradca polityczny prezydenta Emmanuela Macrona, poseł do Parlamentu Europejskiego IX kadencji, w latach 2021–2024 przewodniczący frakcji Odnówmy Europę, od 2022 do 2024 sekretarz generalny Renaissance, minister ds. Europy i spraw zagranicznych (2024), wiceprzewodniczący Komisji Europejskiej ds. dobrobytu i strategii przemysłowej (od 2024).

## Życiorys
W młodości mieszkał w Hiszpanii i Argentynie. W 2001 wstąpił do Partii Socjalistycznej. Studiował na Université de Poitiers, był aktywistą studenckim, a w 2006 jednym z przywódców protestów na tej uczelni przeciwko rządowemu projektowi zmian w prawie dotyczącym umów o pracę. Działał w kilkuosobowej grupie zwanej „la bande de Poitiers”, skupiającej młodych współpracowników Dominique'a Strauss-Kahna. Pracował m.in. jako asystent parlamentarzystów, a także w gabinecie Jeana-Paula Huchona, prezydenta regionu Île-de-France.
W 2015 dołączył do gabinetu ministra gospodarki Emmanuela Macrona. Stał się jednym z jego najbliższych współpracowników, brał udział w organizowaniu ruchu politycznego En Marche!, a także inicjował powołanie organizacji młodzieżowej „Les Jeunes avec Macron”.
W 2017, po zwycięstwie Emmanuela Macrona w wyborach prezydenckich, został mianowany jego doradcą politycznym. Opuścił to stanowisko po kilkunastu miesiącach w 2018 w związku z objęciem funkcji dyrektora kampanii LREM w wyborach europejskich w 2019. W wyborach tych sam również uzyskał mandat europosła IX kadencji. W 2021 został wybrany na przewodniczącego frakcji Odnówmy Europę w PE.
We wrześniu 2022 objął funkcję sekretarza generalnego partii Renaissance. W styczniu 2024 powołany na urząd ministra do spraw Europy i spraw zagranicznych w rządzie Gabriela Attala. W wyborach w tym samym roku uzyskał mandat deputowanego do Zgromadzenia Narodowego. Stanowisko ministra zajmował do września 2024. W tym samym roku dołączył do nowej Komisji Europejskiej kierowanej przez Ursulę von der Leyen (z kadencją od 1 grudnia 2024) jako wiceprzewodniczący wykonawczy ds. dobrobytu i strategii przemysłowej. Również w 2024 odszedł z zajmowanej funkcji partyjnej.

## Życie prywatne
Zawarł rejestrowany związek partnerski z politykiem Gabrielem Attalem; w późniejszym czasie para się rozstała.